# Tratado Altamirano-Harrison
O Tratado Altamirano - Harrison (oficialmente Tratado entre a Grã-Bretanha e a República da Nicarágua relativo ao território Mosquito) foi assinado em 19 de abril de 1905 por Adolfo Altamirano Castillo, Ministro das Relações Exteriores da Nicarágua, e Sir Herbert Harrison, encarregado de negócios de Sua Majestade Britânica. Abordou as seguintes estipulações:
- é revogado o Tratado de Manágua de 20 de janeiro de 1860;
- é reconhecida a soberania absoluta da Nicarágua sobre o território que formava a antiga Reserva Mosquita;
- a Nicarágua proporá à Assembleia Nacional a promulgação de uma lei que exonera os misquitos e crioulos nascidos antes de 1854 do serviço militar e todos os impostos diretos durante 50 anos da troca de ratificação;
- a Nicarágua compensará os povos indígenas cujas terras tenham sido cedidas a outros povos, concedendo-lhes terras devolutas;
- o ex-chefe misquito Robert Henry Clarence pode residir na Nicarágua sujeito às suas leis.[4]